# Kochstraße (Hannover)

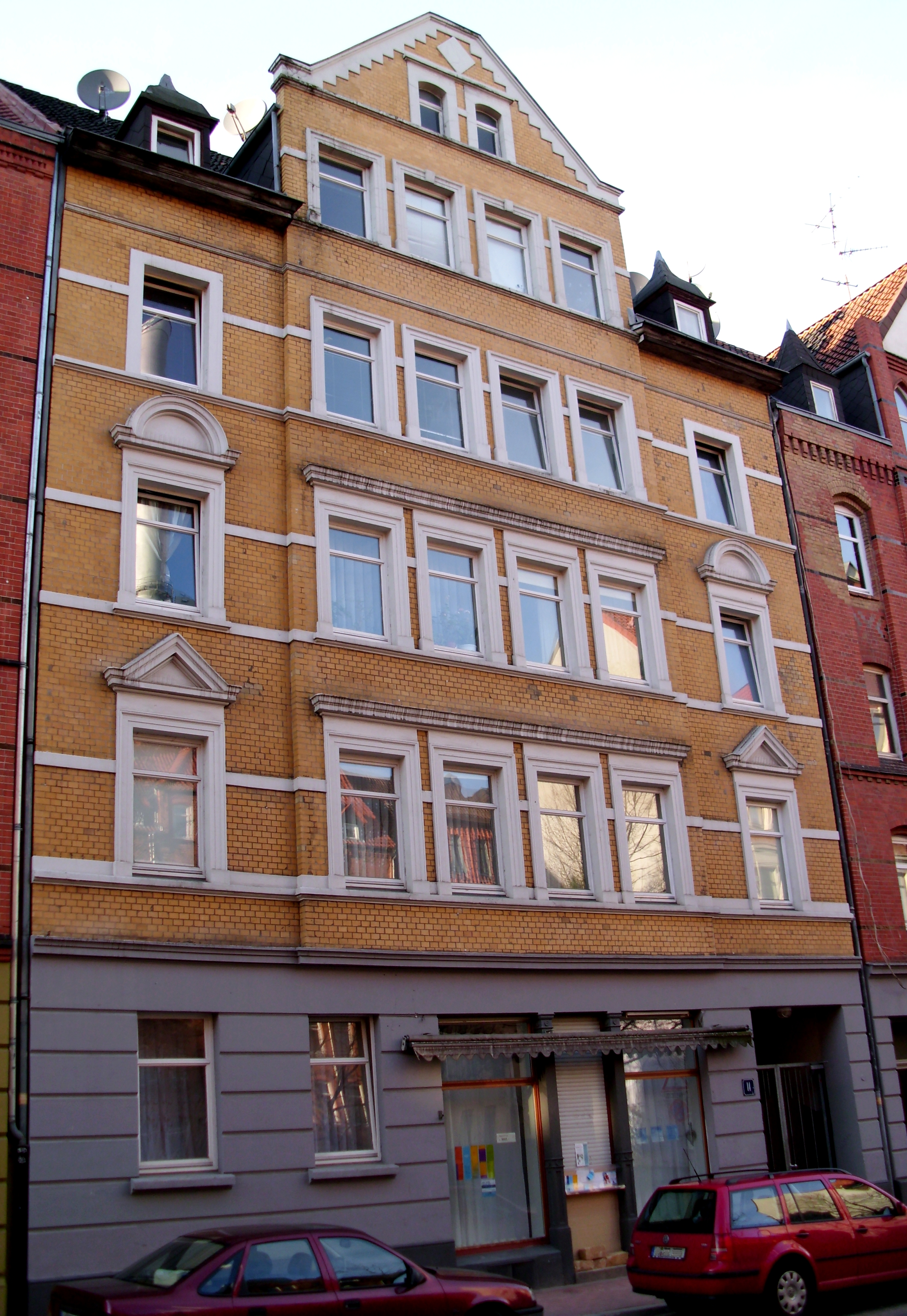
Haus Nummer 14, Fassade des Vorderhauses

Die Kochstraße ist eine Wohnstraße im hannoverschen Stadtteil Linden-Nord. Sie wurde in ihrem südlichen Abschnitt im Nedderfeld 1873 angelegt und nach einer hannoverschen Familie benannt, vermutlich nach dem Fuhrmann Conrad Koch (* 15. August 1831 in Linden; † 11. September 1898 ebenda), der hier ein Grundstück besessen hatte. Nahezu sämtliche erhaltenen Altbauten des Straßenzuges samt ihren Hintergebäuden sind heute denkmalgeschützt.

## Geschichte

### Baugeschichte
Nachdem sich ab dem Ende der 1880er Jahre der „geschlossene Wohnungsbau“ durchgesetzt hatte, entstand ab Mitte der 1890er Jahre die Bebauung des nördlichen Abschnitts der Kochstraße (Hausnummern 4–18) und etwa zeitgleich die der Parzellen der angrenzenden Elisenstraße (Nummern 2, 4 und 6) sowie der Ottenstraße (1 und 3). Der spekulative, viergeschossige Mietwohnungsbau präsentierte sich hier als geschlossene Reihung respektabler neorenaissancistischer und/oder gotisierender Putz- und Verblendziegelbauten mit Zwerchhaus; die Schauseiten zur Straße vermittelten eine große Einheitlichkeit und „Gediegenheit“. Dies steigerte seinerzeit den „Tauschwert“ für die Bauherren.
Die Kehrseite des spekulativen Mietwohnungsbaues der Gründerzeit erfuhren lediglich die Mieter mit Blick auf die Hinterhöfe, und insbesondere die Bewohner der Hinterhauszeilen: Unter größtmöglicher Ausnutzung der Bauplätze wurden parallel zu den schönen Fassaden der Vorderhäuser etwa gleich hohe, geschlossene Hinterhauszeilen in Einfachbauweise durchgezogen ohne architektonischen Anspruch. Diesen Wohnungen fehlte es nicht nur an gebauter Schönheit, sondern vor allem an den Grundvoraussetzungen für ein gesundes Leben: Tageslicht und Frischluftzufuhr. So betrug der Abstand zur westlich anschließenden Hinterhauszeile an der Stärkestraße zum Beispiel gerade mal etwa vier Meter.
Linderung bei der engen Bebauung brachten die Eingriffe durch die Flächen-Sanierungs-Pläne ab den 1970er Jahren. Entgegen den Protesten einiger Mieter zwecks Erhalts preiswerten Wohnraums wurde der Lichtmangel schonend behoben durch ausgeklügelte, versetzte Teil-Abrisse auf den Hinterhöfen, etwa zwischen Koch- und Stärkestraße. Die gezielte Nicht-Wiederbebauung zweier im Zweiten Weltkrieg zerstörter Vorderhäuser am nordöstlichen Straßenende hatte nicht nur eine verbesserte Luftzirkulation für den gesamten Straßenzug zur Folge: Der heute mit hellroten Ziegeln ausgelegte, randbegrünte Nachbarschaftsplatz ist – zurückgezogen von der Straßenflucht – insbesondere von Kindern gut angenommen.

### Sonstiges
Um 1906/1907 eröffnete das Lichtspielhaus Thalia-Theater an der Limmerstraße Ecke Kochstraße.